# Ердинг
Ердинг (на немски: Erding) е стар херцогски град в Горна Бавария, Германия с 34 402 жители (към 31 декември 2012), на 36 км североизточно от Мюнхен и 36 км югозападно от Ландсхут. Градът е прочут с бирата марка „Ердингер“, една от най-продаваните и известни немски бири.
Разположен е на 463 метра надморска височина на Баварското плато. На около 14 km от Ердинг се намира международното летище Мюнхен.